# Arrefecimento estocástico
O arrefecimento estocástico é uma técnica para reduzir a dispersão da força transversal de um pacote de partículas num anel de armazenamento detectando as flutuações do momento linear do feixe e aplicando uma correcção ("kick"). Esta é a aplicação da retro-acção negativa. 
Chama-se "arrefecimento", porque se pode associar uma temperatura interna ao pacote. Se subtrairmos o momento linear médio do pacote ao momento de cada partícula, então as partículas carregadas deslocam-se com um movimento aleatório, como as moléculas de gás. Quanto mais vigoroso é este movimento mais quente é o pacote. 
A técnica foi inventada e aplicada  por Carlo Rubbia e Simon van der Meer no ISR do CERN e em 1984 foram galardoados com o Prémio Nobel de Física por terem criado o primeiro arrefecimento stocástico a grande escala como o afirma a nominação no sítio do Prémio Nobel.